# Jean Sauvagnargues
Jean Sauvagnargues (Parigi, 2 aprile 1915 – Parigi, 6 agosto 2002) è stato un politico francese, Ministro degli affari esteri dal 1974 al 1976.